# IR-Klasse PT
Die Baureihe PT war eine breitspurige Tenderlokomotive für den Personenverkehr auf den Bahnen in Britisch-Indien. Sie gehört zu den BESA-Lokomotiven, die vom British Engineering Standards Committee, später British Engineering Standards Association (BESA) genannt, entwickelt wurden. Das Kürzel PT steht für Passenger Tank Locomotive.

## Geschichte
Die Baureihe PT war die für den Personenverkehr vorgesehene Tenderlokomotive, die erstmals in der zweiten Ausgabe der Norm von 1907 aufgeführt wurde. Robert Stephenson and Company baute 1936 sieben Lokomotiven für die South Indian Railway (SIR), welche die Werksnummern 4114 bis 4120 trugen. Bei der Bahn erhielten die im schweren Vorortsverkehr eingesetzten Lokomotiven die Nummern 7 bis 13. Die Nr. 11 ist erhalten geblieben und im National Rail Museum of India in Neu-Delhi ausgestellt.

## Technik

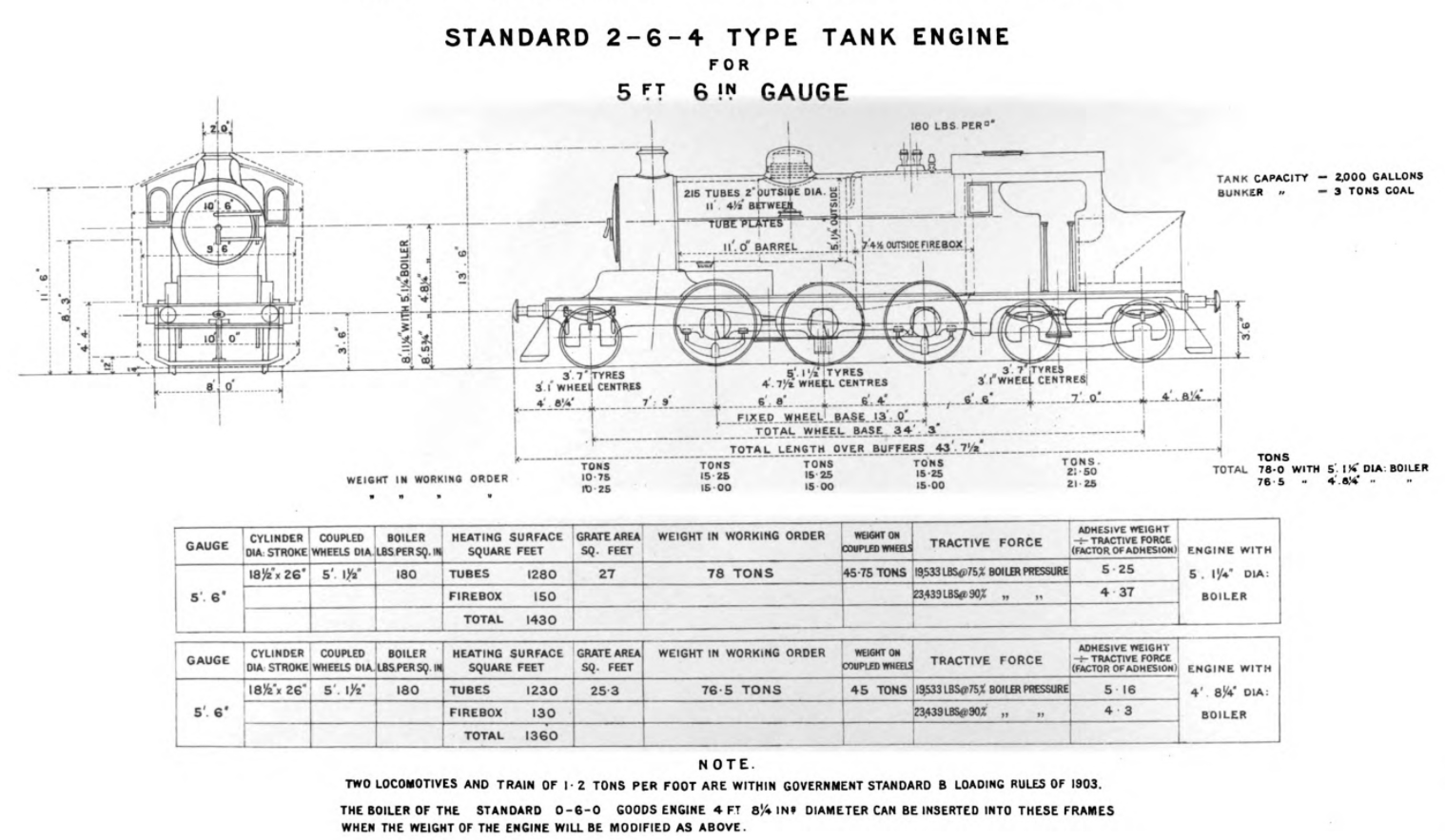
Zeichnung aus dem BESA Report von 1907

Die Lokomotive wurde in drei Varianten in der BESA-Norm aufgeführt, die sich durch die verwendeten Dampfkessel unterschieden. Für die PT wurde ein größerer Standardkessel mit einem Durchmesser von 5 ft 1 1⁄4 in (1556 mm) entwickelt, der in der dritten BESA-Norm auch für die Lokomotiven der Baureihen SP und SG als Variante vorgesehen wurde. Alternativ konnte aber auch der bestehende Kessel der Baureihen SP und SG eingesetzt werden unter der Voraussetzung, dass das Gewicht der Lokomotive gemäß den Vorgaben der Norm angepasst wurde.  Die Variante PTS benutzte einen Kessel mit Rauchrohrüberhitzer System Schmidt – das S steht für superheated ‚überhitzt‘.
Bei der Baureihe PT wurden außenliegende Zylinder und Belpaire-Stehkessel verwendet, wobei der Rost zwischen den Kuppelradsätzen angeordnet war und dadurch relativ schmal ausfiel. Die Lokomotiven der SIR waren abweichend vom Standard mit einer Ventilsteuerung mit rotierender Nockenwelle System Lenz ausgerüstet. An den beiden Pufferbohlen waren kleine Kuhfänger angebracht.